# Shilong
Shilong is een stad in het noorden van de stadsprefectuur Dongguan in de provincie Guangdong in China. De oppervlakte is 11,3 km² en in 2005 had Shilong ongeveer 150.000 inwoners.